# Times of Genius
Times of Genius – box set amerykańskiego muzyka Raya Charlesa, wydany w 2002 roku.

## Lista utworów
Dysk 1
1. "I Got a Woman"
2. "My Bonnie"
3. "Hallelujah, I Love Her So"
4. "Lonely Avenue"
5. "Heartbreaker"
6. "Tell Me How Do You Feel"
7. "I Want a Little Girl"
8. "The Genius After Hours"
9. "Nobody Cares"
10. "What’d I Say, Pts. 1 & 2"
11. "Roll with My Baby"
12. "Mess Around"
13. "Get on the Right Track"
14. "Night Time Is the Right Time"
15. "Music, Music, Music"
16. "That’s Enough"
17. "Ray's Blues"
18. "Ain’t That Love"
19. "Rockhouse, Pts. 1 & 2"
20. "I’m Movin’ On"

Dysk 2
1. "It Should Have Been Me"
2. "What Kind of Man Are You"
3. "I Wonder Who"
4. "Sinner's Prayer"
5. "Don't You Know"
6. "Swane River Rock"
7. "Hornful Soul"
8. "It’s Alright"
9. "The Man I Love"
10. "Carryin' The Load"
11. "Tell All the World About You"
12. "The Midnight Hour"
13. "There’s No You"
14. "I Want to Know"
15. "Drown in My Own Tears"
16. "You Be My Baby"
17. "Greenbacks"
18. "Charlesville"
19. "The Sun's Gonna Shine Again"
20. "Funny But I Still Love You"

Dysk 3
1. "Mr Charles Blues"
2. "Black Jack"
3. "Come Back Baby"
4. "I Believe to My Soul"
5. "Joy Ride"
6. "Yes Indeed"
7. "Dawn Ray"
8. "Feelin' Sad"
9. "I Had a Dream"
10. "The Ray"
11. "What Would I Do Without You"
12. "Hard Times"
13. "Doodlin'"
14. "Mary Ann"
15. "Early in the Mornin'"
16. "This Little Girl of Mine"
17. "Losing Hand"
18. "Some Day Baby"
19. "A Fool for You"
20. "Ain’t Misbehavin'"